# Hydrellia maculiventris
Hydrellia maculiventris är en tvåvingeart som beskrevs av Becker 1896. Hydrellia maculiventris ingår i släktet Hydrellia och familjen vattenflugor. Inga underarter finns listade i Catalogue of Life.